# Olga Zezulová

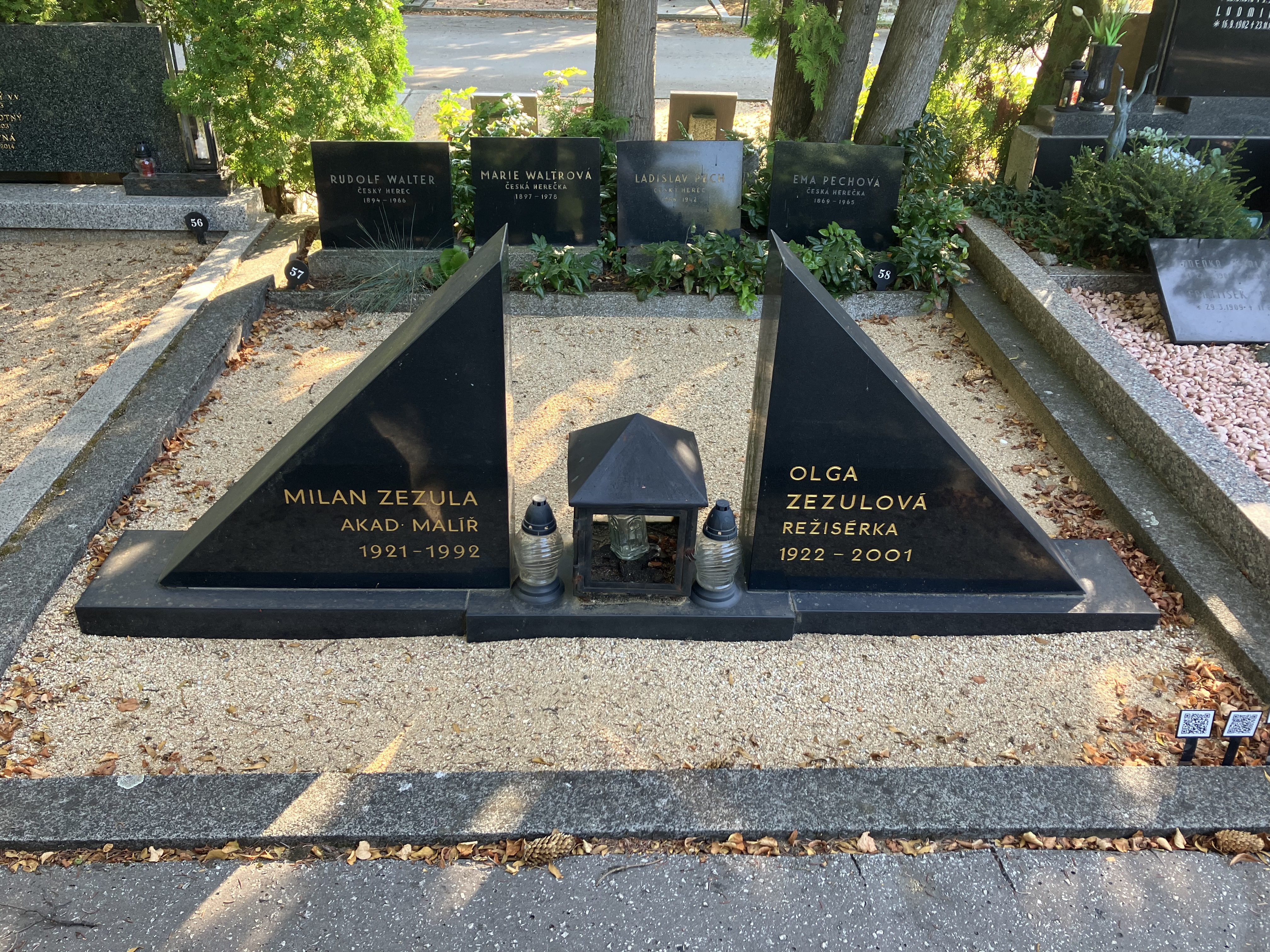
Hrob Olgy Zezulové

Olga Zezulová (roz. Waltrová) (17. září 1922 Brno – 28. srpna 2001 Brno) byla česká režisérka, autorka, básnířka a prozaička.

## Život
Narodila se do umělecké rodiny. Jejím otcem byl režisér a pedagog Rudolf Walter, matka se jmenovala Marie Waltrová. Roku 1937 začala studovat dramatické oddělení Státní konzervatoře. Studium však bylo ukončeno druhou světovou válkou. Po válce byla angažována ve Svobodném divadle (1945–1948) (dnešní Městské divadlo Brno). Zde působila jako režisérka a dramaturgyně.
Od roku 1950 až do roku 1953 působila Krajském oblastním divadle v Brně (později Divadlo bratří Mrštíků, nyní Městské divadlo v Brně) jako hostující režisérka. Na konci 50. let dvacátého století se stala zakladatelkou Satirického divadla Večerní Brno.
Spolupracovala také s rozhlasem: v její režii vznikly např. rozhlasové inscenace G. B. Shawa Měšťané calaisští (1956), Lorcova Mariana Pinedová (1958), Krležovi Páni Glembayové (1958), Nezvalova Manon Lescaut (1961, patří do zlatého fondu), Wildeův Ideální manžel (1962).
Je pohřbena na Ústředním hřbitově v Brně, sk. 25b/hr. 57–58.
Jejím manželem byl malíř a divadelní výtvarník Milan Zezula.

## Rozhlasové režie (výběr)
- 1937 Olga Waltrová-Zezulová: Mladé jaro (rozhlasová prvotina Olgy Zezulové [2])
- 1937 Olga Waltrová-Zezulová: Zcela prostě
- 1949 Olga Waltrová-Zezulová: Štěstí, člověče
- 1950 Pásmo z lidové poezie: Dětskou stopou
- 1956 Milan Ogrizovič: Hasanaginica
- 1957 Josef Čapek: Dobře to dopadlo aneb Tlustý pradědeček, lupiči a detektivové
- 1957 Karel Stanislav: Zvuk X
- 1957 Olga Srbová-Spalová: Dům stáří
- 1958 Pavel Kraus: Maturita
- 1958 Federico García Lorca: Mariana Pinedová
- 1958 Miroslav Krleža: Páni Glembayové
- 1960 Karel Stanislav: Příběh deseti hodin
- 1961 Vítězslav Nezval: Manon Lescaut
- 1962 Marie Majerová: Robinsonka
- 1962 Oscar Wilde: Ideální manžel
- 1962 Jaroslav Žák: Kouzelné rukavice
- 1963 Varšavská pověst: Zlatá kachna
- 1963 Karel Stanislav: Človíček
- 1963 Gerhard Rentzsch: Babí léto
- 1964 Günter Eich: Děvčata z Viterba
- 1964 Karel Cop, Jaromír Ptáčník, Karel Ptáčník: Čtyřicet pět
- 1964, 1985, 1999 Rudolf Těsnohlídek: Příhody lišky Bystroušky
- 1966 Vladislav Vančura: Učitel a žák
- 1967 Vlastimil Pantůček, V. Fux: Kabaret starších pánů
- 1967 Iva Hercíková: Muži můj, muži můj, neplač
- 1972 Alexander Kornejčuk: Zkáza eskadry
- 1974 Ivan Sergejevič Turgeněv: Bez peněz, překlad: Růžena Seydlerová, rozhlasová úprava: Rudolf Tesáček, hudba: Jaromír Dlouhý, režie: Olga Zezulová. Hráli: Žazikov (Dobroslav Riegl), Matvej (Jiří Tomek), Blinov (Oldřich Vykypěl), Kupec (Josef Karlík), Němec (Vilém Lamparter), Francouz (Rudolf Krátký), Děvče (Marcela Dürrová), Neznámý (Karel Fajt), Muž se psem (Bohumil Slezáček), Muž z tiskárny (Karel Kabíček) a Pes (Vilém Blažek). Československý rozhlas Brno.[3]
- 1978 Nedjalko Jordanov: Moped
- 1979 Jiří Křenek: Dovolená za babku
- 1988 Valentin Krasnogorov: Experiment profesora Stonea